# Barbara Heeb
Barbara Heeb (Appenzell, 13 februari 1969) is een voormalig professioneel wielrenster uit Zwitserland. Ze vertegenwoordigde haar vaderland driemaal bij de Olympische Spelen: in 1992, 1996 en 2004. Heeb won in 1996 de wereldtitel op de weg, waarna ze in eigen land werd uitgeroepen tot Zwitsers Sportpersoon van het Jaar.

## Erelijst
1990
- 1e in  Zwitserse kampioenschappen, wegwedstrijd, Elite

1991
- 2e in 4e etappe Tygrikeskupen
- 2e in 5e etappe Tygrikeskupen

1992
- 3e in Zwitserse kampioenschappen, wegwedstrijd, Elite
- 43e in Olympische Spelen, wegwedstrijd, Elite

1995
- 1e in  Zwitserse kampioenschappen, wegwedstrijd, Elite
- 2e in Zwitserse kampioenschappen, individuele tijdrit, Elite

1996
- 2e in Berner Rundfahrt
- 1e in Eindklassement Giro della Toscana Int. Femminile
- 1e in  Zwitserse kampioenschappen, individuele tijdrit, Elite
- 3e in Zwitserse kampioenschappen, wegwedstrijd, Elite
- 1e in  Wereldkampioenschappen, wegwedstrijd, Elite
- 3e in Eindklassement Gracia Orlova
- 1e in Eschborn-Frankfurt City Loop
- 8e in Olympische Spelen, wegwedstrijd, Elite

1997
- 2e in Eindklassement Thüringen-Rundfahrt der Frauen
- 2e in Eindklassement Gracia Orlova
- 1e in  Zwitserse kampioenschappen, individuele tijdrit, Elite
- 3e in Eindklassement Giro del Trentino Alto Adige - Südtirol
- 1e in 12e etappe deel b Grande Boucle Féminine Internationale
- 2e in Eindklassement Grande Boucle Féminine Internationale
- 1e in Rund um die Nürnberger Altstadt

1998
- 2e in Berner Rundfahrt
- 3e in Eindklassement Giro d'Italia Donne
- 3e in Karbach (b)
- 3e in Ottawa
- 1e in  Zwitserse kampioenschappen, wegwedstrijd, Elite
- 1e in Rund um die Nürnberger Altstadt

2002
- 3e in Bern-Oberbottigen
- 1e in Gianetti Day

2003
- 1e in Gianetti Day
- 2e in Zwitserse kampioenschappen, wegwedstrijd, Elite

2004
- 1e in Gianetti Day
- 3e in 2e etappe Gracia Orlova
- 28e in Olympische Spelen, wegwedstrijd, Elite

## Ploegen
- 1991 — GS Piero Zurino - DT Swiss Spokes - Zani Immobilien (Zwitserland)
- 1997 — Serotta World Team (Zwitserland)
- 1998 — Serotta (Zwitserland)
- 1999 — Equipe Nürnberger Versicherung - Emmi (Duitsland)
- 2004 — Lietzsport Cycling (Oostenrijk)
- 2005 — ELK Haus - Tirol Noe (Oostenrijk)

- Gemeinsame Normdatei: 123908582
- International Standard Name Identifier: 0000 0000 1594 6414
- Virtual International Authority File: 23061069